# فنیل استات
فنیل استات (به انگلیسی: Phenyl acetate) یک ترکیب شیمیایی با شناسه پاب‌کم ۳۱۲۲۹ است. 